# IC 2306
IC 2306 је појединачна звијезда у сазвјежђу Рак која се налази на листи објеката дубоког неба у Индекс каталогу.
Деклинација објекта је + 19° 6' 36" а ректасцензија 8h 20m 39,5s.